# Borgarello
Borgarello ist eine norditalienische Gemeinde (comune) in der Provinz Pavia in der Lombardei. Die Gemeinde liegt etwa 6 Kilometer nordnordwestlich von Pavia.

## Geschichte
1181 wird die Gemeinde als Bulgarello erwähnt.

## Verkehr
Durch die Gemeinde führt die frühere Strada Statale 35 dei Giovi von Genua nach Ponte Chiasso.